# Vanity (1916)
Vanity é um filme de suspense produzido nos Estados Unidos, dirigido por John B. O'Brien e lançado em 1916.